# Michał Małafiejski
Michał Łukasz Małafiejski (ur. 1975) – polski informatyk, nauczyciel akademicki, doktor habilitowany nauk technicznych.

## Życiorys
W 1999 ukończył studia informatyczne na Politechnice Gdańskiej.
Doktoryzował się na podstawie pracy pt. Uszeregowanie zadań wieloprocesorowych minimalizujące średni czas przepływu napisanej pod kierunkiem prof. Marka Kubalego (2002). Habilitację uzyskał na podstawie rozprawy pt. Modele grafowe w wybranych problemach technicznych. Algorytmy i złożoność obliczeniowa (2014).
Zawodowo związany jest z Politechniką Gdańską, gdzie pracuje w Katedrze Algorytmów i Modelowania Systemów na Wydziale Elektroniki, Telekomunikacji i Informatyki.